# Udinese Calcio 2013-2014
Questa voce raccoglie le informazioni riguardanti l'Udinese Calcio nelle competizioni ufficiali della stagione 2013-2014.

## Stagione
Nella stagione 2013-2014 in occasione della gara contro il Siroki Brijeg valida per i turni preliminari di Europa League, Antonio Di Natale, protagonista di una rete cui fecero seguito la doppietta di Muriel e il punto della bandiera bosniaco, superò con 34 presenze Bertotto in fatto di maggiori apparizioni con la maglia bianconera nelle coppe continentali: il successo per 3-1 colto a Zenica rese una formalità il retour match, poi terminato con una vittoria per 4-0. La compagine di Guidolin mancò tuttavia l'accesso alla fase a gironi, capitolando contro i boemi dello Slovan Liberec nei play-off.
I friulani vissero un campionato sottotono, fallendo la qualificazione europea dopo un triennio consecutivo di partecipazioni: solamente sestultima al giro di boa, la formazione bianconera conobbe un miglioramento nella tornata conclusiva addivenendo all'aritmetica salvezza con 180' di anticipo. Decisiva in tal senso la vena realizzativa del capitano, che il 23 febbraio 2014 entrò nella top 10 dei marcatori in Serie A raggiungendo la quota di 184 segnature: esattamente un mese più tardi, Totò sopravanzò ancora Bertotto figurando quale alfiere udinese in massima categoria con 324 incontri disputati.
Da menzionare poi il buon rendimento in Coppa Italia, con l'eliminazione maturata in semifinale ad opera della Fiorentina dopo i successi contro le milanesi, e il lancio professionistico del diciassettenne portiere Simone Scuffet, esordiente il 1º febbraio 2014 e schierato stabilmente tra i titolari nel girone di ritorno.

## Divise e sponsor
| Casa | Trasferta | Terza divisa |

## Organigramma societario
Area direttiva
- Presidente: Franco Soldati
- Presidente onorario: Giampaolo Pozzo
- Direttore Sportivo: Cristiano Giaretta
- Direttore Generale: Franco Collavino
- Responsabile amministrazione/Finanza e controllo: Alberto Rigotto

Area organizzativa
- Team Manager: Luigi Infurna
- Insegnante di italiano: Giorgio Alafoggiannis
- Tutor: Filippo Lupi
- Magazzinieri: Sandro Miculan, Marco Scotto e Ashine Tadesse
- Giardiniere: Paolo Pussini
- Chef: Marco Coccolo

Area marketing
- Ufficio marketing: HS01 srl
- Responsabile marketing: Massimiliano Ferrigno

Area comunicazione
- Ufficio stampa e comunicazioni:Francesco Pezzella e Gabriele Bruni

Area tecnica
- Allenatore: Francesco Guidolin
- Allenatori in seconda: Diego Bortoluzzi
- Collaboratori tecnici: Alex Brunner, Paolo Miano, Maurizio Trombetta e Fabio Viviani
- Preparatori atletici: Claudio Bordon e Adelio Diamante
- Preparatori atletici recupero infortunati: Paolo Artico e Cristian Osgnach
- Preparatore dei portieri: Lorenzo Di Iorio

Area sanitaria
- Responsabile sanitario: Claudio Rigo
- Medici addetto alla prima squadra: Fabio Tenore
- Medico sociale: Riccardo Zero
- Responsabile area nutrizionale - endocrinologo: Claudio Noacco
- Fisioterapisti: Marco Patat, Alessio Lovisetto, Michele Turloni, Mauro Favret, Carlos Moreno Pedrosa, Giovanni Piani, Pasquale Juliano
- Podologo: Francisco Arana
- Psicologo: Mauro Gatti

## Rosa
Aggiornata al 12 settembre 2013
| N. |                       | Ruolo | Calciatore                       |
| -- | --------------------- | ----- | -------------------------------- |
| 1  | Serbia (bandiera)     | P     | Željko Brkić                     |
| 3  | Brasile (bandiera)    | C     | Allan                            |
| 4  | Brasile (bandiera)    | D     | Naldo                            |
| 5  | Brasile (bandiera)    | D     | Danilo                           |
| 6  | Croazia (bandiera)    | D     | Igor Bubnjić                     |
| 7  | Ghana (bandiera)      | C     | Emmanuel Agyemang-Badu           |
| 8  | Serbia (bandiera)     | D     | Dušan Basta                      |
| 9  | Colombia (bandiera)   | A     | Luis Muriel                      |
| 10 | Italia (bandiera)     | A     | Antonio Di Natale (capitano)     |
| 11 | Italia (bandiera)     | D     | Maurizio Domizzi (vice capitano) |
| 14 | Croazia (bandiera)    | C     | Frano Mlinar                     |
| 17 | Uruguay (bandiera)    | A     | Nicolás López                    |
| 18 | Brasile (bandiera)    | C     | Jadson                           |
| 19 | Brasile (bandiera)    | D     | Douglas Santos                   |
| 20 | Algeria (bandiera)    | C     | Hassan Yebda                     |
| 21 | Italia (bandiera)     | C     | Andrea Lazzari                   |
| 22 | Italia (bandiera)     | P     | Simone Scuffet                   |
| 27 | Svizzera (bandiera)   | C     | Silvan Widmer                    |
| 30 | Croazia (bandiera)    | P     | Ivan Kelava                      |
| 32 | Portogallo (bandiera) | C     | Bruno Fernandes                  |
| 34 | Brasile (bandiera)    | D     | Gabriel Silva                    |

| N. |                      | Ruolo | Calciatore         |
| -- | -------------------- | ----- | ------------------ |
| 37 | Argentina (bandiera) | C     | Roberto Pereyra    |
| 41 | Italia (bandiera)    | D     | Filippo Berra      |
| 42 | Italia (bandiera)    | C     | Marco Bertoia      |
| 43 | Italia (bandiera)    | D     | Marco Frison       |
| 66 | Italia (bandiera)    | C     | Giampiero Pinzi    |
| 70 | Brasile (bandiera)   | C     | Maicosuel          |
| 75 | Francia (bandiera)   | D     | Thomas Heurtaux    |
| 94 | Polonia (bandiera)   | C     | Piotr Zieliński    |
| 99 | Italia (bandiera)    | P     | Francesco Benussi  |
| -- | Camerun (bandiera)   | A     | Steve Leo Beleck   |
| -- | Bulgaria (bandiera)  | A     | Antonio Vutov      |
| 2  | Brasile (bandiera)   | D     | Neuton             |
| 13 | Svezia (bandiera)    | A     | Mathias Ranégie    |
| 25 | Italia (bandiera)    | D     | Andrea Coda        |
| 26 | Italia (bandiera)    | D     | Giovanni Pasquale  |
| 52 | Germania (bandiera)  | C     | Alexander Merkel   |
| 92 | Rep. Ceca (bandiera) | A     | Matěj Vydra        |
| 93 | Polonia (bandiera)   | P     | Wojciech Pawłowski |
|    | Ghana (bandiera)     | D     | Masahudu Alhassan  |
|    | Romania (bandiera)   | A     | Gabriel Torje      |

## Calciomercato

### Sessione estiva(dal 1/7 al 2/9/2013)
| Acquisti | Acquisti            | Acquisti            | Acquisti              |
| R.       | Nome                | da                  | Modalità              |
| -------- | ------------------- | ------------------- | --------------------- |
| P        | Francesco Benussi   | Palermo             | definitivo            |
| P        | Jacopo Clocchiati   | A.S.D. Ancona Udine | definitivo            |
| P        | Ivan Kelava         | Dinamo Zagabria     | definitivo            |
| P        | Rafael Romo         | Mineros             | fine prestito         |
| P        | Guglielmo Vicario   | A.S.D. Ancona Udine | definitivo            |
| D        | Masahudu Alhassan   | Genoa               | definitivo            |
| D        | Igor Bubnjić        | Slaven Belupo       | definitivo            |
| D        | Andrea Coda         | Parma               | fine prestito         |
| D        | Alexandre Coeff     | Lens                | definitivo            |
| D        | Thomas Heurtaux     | Granada             | prestito              |
| D        | Daniele Mori        | Empoli              | fine prestito         |
| D        | Naldo               | Bologna             | definitivo            |
| D        | Douglas Santos      | Granada             | prestito              |
| C        | Allan               | Granada             | prestito              |
| C        | Davide Faraoni      | Inter               | definitivo            |
| C        | Bruno Fernandes     | Novara              | comproprietà          |
| C        | Samuele Guizzo      | Sacilese            | prestito              |
| C        | Jadson              | Botafogo            | definitivo            |
| C        | Andrea Lazzari      | Fiorentina          | prestito              |
| C        | Andrea Mazzarani    | Napoli              | riscatto comproprietà |
| C        | Alexander Merkel    | Genoa               | definitivo            |
| C        | Frano Mlinar        | Lokomotiva Zagabria | definitivo            |
| C        | Daniel Puto         | Milan               | definitivo            |
| C        | Abdoul Sissoko      | Brest               | fine prestito         |
| C        | Valerio Verre       | Roma                | comproprietà          |
| C        | Silvan Widmer       | Granada             | prestito              |
| A        | Carlos Javier Acuña | Girona              | definitivo            |
| A        | Diego Fabbrini      | Palermo             | fine prestito         |
| A        | Nicolás López       | Roma                | comproprietà          |
| A        | Miguel Medina       | Napoli              | riscatto comproprietà |
| A        | Cristian Pasquato   | Bologna             | fine prestito         |
| A        | Emanuele Rovini     | Empoli              | definitivo            |

| Cessioni | Cessioni               | Cessioni          | Cessioni      |
| R.       | Nome                   | a                 | Modalità      |
| -------- | ---------------------- | ----------------- | ------------- |
| P        | Alin Bucuroiu          | Siena             | definitivo    |
| P        | Samir Handanovič       | Inter             | definitivo    |
| P        | Jan Koprivec           | Perugia           | definitivo    |
| P        | Daniele Padelli        |                   | svincolato    |
| P        | Wojciech Pawłowski     | Latina            | prestito      |
| P        | Rafael Romo            | Mineros           | prestito      |
| D        | Masahudu Alhassan      | Latina            | prestito      |
| D        | Gabriele Angella       | Watford           | definitivo    |
| D        | Mehdi Benatia          | Roma              | definitivo    |
| D        | Marco Cassetti         | Watford           | definitivo    |
| D        | Andrea Coda            | Livorno           | prestito      |
| D        | Alexandre Coeff        | Granada           | prestito      |
| D        | Luca Corrado           | Feralpisalò       | prestito      |
| D        | Juan Cuadrado          | Fiorentina        | comproprietà  |
| D        | Joel Ekstrand          | Watford           | definitivo    |
| D        | Daniele Mori           | Novara            | prestito      |
| D        | Giovanni Pasquale      | Torino            | prestito      |
| D        | Jonathan Rossini       | Sampdoria         | definitivo    |
| C        | Almen Abdi             | Watford           | definitivo    |
| C        | Pablo Armero           | Napoli            | comproprietà  |
| C        | Christian Battocchio   | Watford           | definitivo    |
| C        | Matías Campos          | Hércules          | prestito      |
| C        | Antonio Candreva       | Lazio             | comproprietà  |
| C        | Davide Faraoni         | Watford           | definitivo    |
| C        | Andrea Mazzarani       | Modena            | comproprietà  |
| C        | Diego Martín Rodríguez | Defensor Sporting | fine prestito |
| A        | Carlos Javier Acuña    | Watford           | prestito      |
| A        | Paulo Vitor Barreto    | Torino            | comproprietà  |
| A        | Diego Fabbrini         | Watford           | definitivo    |
| A        | Federico Gerardi       | Reggina           | definitivo    |
| A        | Davide Marsura         | Feralpisalò       | prestito      |
| A        | Miguel Medina          | Perugia           | prestito      |
| A        | Cristian Pasquato      | Padova            | prestito      |
| A        | Matěj Vydra            | West Bromwich     | prestito      |

### Sessione invernale (dal 3/1 al 31/1/2014)
| Acquisti | Acquisti            | Acquisti     | Acquisti              |
| R.       | Nome                | da           | Modalità              |
| -------- | ------------------- | ------------ | --------------------- |
| D        | Agostino Camigliano | Brescia      | definitivo            |
| D        | Douglas Santos      | Granada      | definitivo            |
| C        | Bruno Fernandes     | Novara       | riscatto comproprietà |
| C        | Hassan Yebda        | Granada      | prestito              |
| A        | Steve Leo Beleck    | Mons         | fine prestito         |
| A        | Antonio Vutov       | Levski Sofia | definitivo            |

| Cessioni | Cessioni            | Cessioni | Cessioni   |
| R.       | Nome                | a        | Modalità   |
| -------- | ------------------- | -------- | ---------- |
| D        | Agostino Camigliano | Brescia  | prestito   |
| D        | Neuton              | Novara   | prestito   |
| C        | Alexander Merkel    | Watford  | prestito   |
| A        | Mathias Ranégie     | Watford  | definitivo |

## Risultati

### Serie A

#### Girone di andata
| Arbitro: | Gervasoni (Mantova) |

|                                  |           |            |
| Hernanes 13’ Candreva 16’ (rig.) | Marcatori | 60’ Muriel |

| Arbitro: | Ostinelli (Como) |

|                                         |           |             |
| Badu 11’ Heurtaux 72’ Muriel 89’ (rig.) | Marcatori | 82’ Cassano |

| Arbitro: | Doveri (Roma) |

|               |           |              |
| Di Natale 85’ | Marcatori | 71’ Diamanti |

| Arbitro: | Tommasi (Bassano del Grappa) |

|                              |           |              |
| Pellissier 13’ L. Rigoni 40’ | Marcatori | 1’ Maicosuel |

| Arbitro: | Orsato (Schio) |

|               |           |  |
| Di Natale 79’ | Marcatori |  |

| Arbitro: | Giacomelli (Trieste) |

|                  |           |  |
| Denis 45+1’, 63’ | Marcatori |  |

| Arbitro: | Peruzzo (Schio) |

|                          |           |  |
| Danilo 33’ Di Natale 53’ | Marcatori |  |

| Arbitro: | Guida (Torre Annunziata) |

|           |           |  |
| Birsa 22’ | Marcatori |  |

| Arbitro: | Bergonzi (Genova) |

|  |           |             |
|  | Marcatori | 82’ Bradley |

| Arbitro: | Pinzani (Empoli) |

|          |           |                                 |
| Zaza 25’ | Marcatori | 18’ (rig.) Di Natale 55’ Muriel |

| Arbitro: | Massa (Imperia) |

|  |           |                                         |
|  | Marcatori | 25’ Palacio 29’ Ranocchia 90+1’ Álvarez |

| Arbitro: | De Marco (Chiavari) |

|                     |           |  |
| M. López 30’ (rig.) | Marcatori |  |

| Arbitro: | Tagliavento (Terni) |

|              |           |  |
| Heurtaux 34’ | Marcatori |  |

| Arbitro: | Calvarese (Teramo) |

|                |           |  |
| Llorente 90+1’ | Marcatori |  |

| Arbitro: | Gervasoni (Mantova) |

|                              |           |                                         |
| Pandev 38’, 41’ Dzemaili 71’ | Marcatori | 45’ Heurtaux 70’ B. Fernandes 80’ Basta |

| Arbitro: | Irrati (Pistoia) |

|  |           |                           |
|  | Marcatori | 48’ Farnerud 75’ Immobile |

| Arbitro: | Doveri (Roma 1) |

|               |           |                           |
| Siligardi 32’ | Marcatori | 10’ N. López 65’ Heurtaux |

| Arbitro: | Cervellera (Taranto) |

|             |           |                         |
| Pereyra 45’ | Marcatori | 8’, 39’ Toni 70’ Iturbe |

| Arbitro: | Mazzoleni (Bergamo) |

|                                      |           |  |
| Éder 16’ (rig.), 47’ Gastaldello 87’ | Marcatori |  |

#### Girone di ritorno
| Arbitro: | Rocchi (Firenze) |

|                              |           |                                                     |
| Di Natale 8’ (rig.) Badu 68’ | Marcatori | 62’ (rig.) Candreva 82’ (aut.) Lazzari 90’ Hernanes |

| Arbitro: | Peruzzo (Schio) |

|            |           |  |
| Amauri 35’ | Marcatori |  |

| Arbitro: | Calvarese (Teramo) |

|  |           |                                     |
|  | Marcatori | 15’ (rig.) Di Natale 90+2’ N. López |

| Arbitro: | Banti (Livorno) |

|                                         |           |  |
| Di Natale 56’ B. Fernandes 74’ Badu 86’ | Marcatori |  |

| Arbitro: | Tagliavento (Terni) |

|                                 |           |                                              |
| Konaté 45+1’ Gilardino 69’, 79’ | Marcatori | 35’ Basta 40’ B. Fernandes 48’ (rig.) Muriel |

| Arbitro: | Di Bello (Brindisi) |

|                      |           |            |
| Di Natale 71’ (rig.) | Marcatori | 24’ Brivio |

| Arbitro: | Valeri (Roma) |

|                                   |           |  |
| Ibarbo 18’ Vecino 81’ Ibraimi 88’ | Marcatori |  |

| Arbitro: | Russo (Nola) |

|               |           |  |
| Di Natale 67’ | Marcatori |  |

| Arbitro: | Tagliavento (Terni) |

|                                    |           |                     |
| Totti 22’ Destro 30’ Torosidis 69’ | Marcatori | 51’ Pinzi 82’ Basta |

| Arbitro: | Peruzzo (Schio) |

|               |           |  |
| Di Natale 26’ | Marcatori |  |

| Milano 27 marzo 2014, ore 20:45 CET 30ª giornata | Inter               | 0 – 0 referto | Udinese | Stadio Giuseppe Meazza\| Arbitro: \| Gervasoni (Mantova) \| |
| Arbitro:                                         | Gervasoni (Mantova) |               |         |                                                             |

| Arbitro: | Doveri (Roma 1) |

|               |           |  |
| Di Natale 68’ | Marcatori |  |

| Arbitro: | Celi (Bari) |

|                                      |           |                    |
| Cuadrado 25’ G. Rodríguez 72’ (rig.) | Marcatori | 82’ (aut.) Pasqual |

| Arbitro: | Rizzoli (Bologna) |

|  |           |                           |
|  | Marcatori | 16’ Giovinco 26’ Llorente |

| Arbitro: | Calvarese (Teramo) |

|                  |           |              |
| B. Fernandes 54’ | Marcatori | 39’ Callejón |

| Arbitro: | Valeri (Roma 2) |

|                              |           |  |
| El Kaddouri 15’ Immobile 56’ | Marcatori |  |

| Arbitro: | Rocchi (Firenze) |

|                                                              |           |                              |
| Di Natale 19’, 45’ Badu 21’ R. Pereyra 33’ Gabriel Silva 44’ | Marcatori | 13’, 29’ Paulinho 88’ Mesbah |

| Arbitro: | Tommasi (Bassano del Grappa) |

|                                  |           |                          |
| Toni 14’ (rig.) Hallfreðsson 54’ | Marcatori | 56’ Di Natale 90+1’ Badu |

| Arbitro: | Saia (Palermo) |

|                         |           |                                |
| Di Natale 26’, 32’, 88’ | Marcatori | 10’ Okaka 53’ Éder 55’ Soriano |

### Coppa Italia

#### Fase finale
| Arbitro: | Calvarese (Teramo) |

|               |           |  |
| Maicosuel 32’ | Marcatori |  |

| Arbitro: | Guida (Torre Annunziata) |

|              |           |                                  |
| Balotelli 6’ | Marcatori | 41’ (rig.) Muriel 78’ Nico Lopez |

| Arbitro: | Russo (Nola) |

|                          |           |            |
| Di Natale 36’ Muriel 82’ | Marcatori | 44’ Vargas |

| Arbitro: | Massa (Imperia) |

|                          |           |  |
| Pasqual 14’ Cuadrado 61’ | Marcatori |  |

### UEFA Europa League

#### Terzo turno preliminare
| Arbitro: | Özkahya |

|           |           |                               |
| Ćorić 77’ | Marcatori | 16’ Di Natale 31’, 39’ Muriel |

| Arbitro: | Munukka |

|                                                |           |  |
| Di Natale 9’ Lazzari 82’ Basta 86’ Vydra 90+3’ | Marcatori |  |

#### Play-off
| Arbitro: | Hagen |

|                   |           |                                    |
| Gabriel Silva 35’ | Marcatori | 16’ Rybalka 49’ Delarge 83’ Kušnír |

| Arbitro: | Anastasios Sidiropoulos |

|             |           |             |
| Delarge 23’ | Marcatori | 42’ Lazzari |

## Statistiche
Statistiche aggiornate al 18 maggio 2014.

### Statistiche di squadra
| Competizione  | Punti | In casa | In casa | In casa | In casa | In casa | In casa | In trasferta | In trasferta | In trasferta | In trasferta | In trasferta | In trasferta | Totale | Totale | Totale | Totale | Totale | Totale | DR  |
| Competizione  | Punti | G       | V       | N       | P       | Gf      | Gs      | G            | V            | N            | P            | Gf           | Gs           | G      | V      | N      | P      | Gf     | Gs     | DR  |
| ------------- | ----- | ------- | ------- | ------- | ------- | ------- | ------- | ------------ | ------------ | ------------ | ------------ | ------------ | ------------ | ------ | ------ | ------ | ------ | ------ | ------ | --- |
| Serie A       | 44    | 19      | 9       | 4       | 6       | 27      | 24      | 19           | 3            | 4            | 12           | 19           | 33           | 38     | 12     | 8      | 18     | 46     | 57     | −11 |
| Coppa Italia  | -     | 2       | 2       | 0       | 0       | 3       | 1       | 2            | 1            | 0            | 1            | 2            | 3            | 4      | 3      | 0      | 1      | 5      | 4      | 1   |
| Europa League | -     | 2       | 1       | 0       | 1       | 5       | 3       | 2            | 1            | 1            | 0            | 4            | 2            | 4      | 2      | 1      | 1      | 9      | 5      | 4   |
| Totale        | -     | 23      | 12      | 4       | 7       | 35      | 28      | 23           | 5            | 5            | 13           | 25           | 38           | 46     | 17     | 9      | 20     | 60     | 66     | −6  |

### Andamento in campionato
| Giornata  | 1  | 2 | 3  | 4  | 5 | 6  | 7 | 8  | 9  | 10 | 11 | 12 | 13 | 14 | 15 | 16 | 17 | 18 | 19 | 20 | 21 | 22 | 23 | 24 | 25 | 26 | 27 | 28 | 29 | 30 | 31 | 32 | 33 | 34 | 35 | 36 | 37 | 38 |
| --------- | -- | - | -- | -- | - | -- | - | -- | -- | -- | -- | -- | -- | -- | -- | -- | -- | -- | -- | -- | -- | -- | -- | -- | -- | -- | -- | -- | -- | -- | -- | -- | -- | -- | -- | -- | -- | -- |
| Luogo     | T  | C | C  | T  | C | T  | C | T  | C  | T  | C  | T  | C  | T  | T  | C  | T  | C  | T  | C  | T  | T  | C  | T  | C  | T  | C  | T  | C  | T  | C  | T  | C  | C  | T  | C  | T  | C  |
| Risultato | P  | V | N  | P  | V | P  | V | P  | P  | V  | P  | P  | V  | P  | N  | P  | V  | P  | P  | P  | P  | V  | V  | N  | N  | P  | V  | P  | V  | N  | V  | P  | P  | N  | P  | V  | N  | N  |
| Posizione | 15 | 8 | 10 | 12 | 9 | 12 | 8 | 10 | 12 | 8  | 10 | 12 | 11 | 13 | 14 | 15 | 11 | 13 | 15 | 15 | 15 | 15 | 14 | 13 | 15 | 15 | 14 | 14 | 14 | 14 | 14 | 14 | 14 | 14 | 15 | 13 | 13 | 13 |

Fonte:  Serie A – Classifiche, su sport.sky.it, Sky Sport. URL consultato l'8 settembre 2013 (archiviato dall'url originale l'11 settembre 2014).
Legenda:

Luogo: C = Casa; T = Trasferta. Risultato: V = Vittoria; N = Pareggio; P = Sconfitta.

### Statistiche dei giocatori
| Giocatore    | Serie A  | Serie A | Serie A     | Serie A    | Coppa Italia | Coppa Italia | Coppa Italia | Coppa Italia | Europa League | Europa League | Europa League | Europa League | Totale   | Totale | Totale      | Totale     |
| Giocatore    | Presenze | Reti    | Ammonizioni | Espulsioni | Presenze     | Reti         | Ammonizioni  | Espulsioni   | Presenze      | Reti          | Ammonizioni   | Espulsioni    | Presenze | Reti   | Ammonizioni | Espulsioni |
| ------------ | -------- | ------- | ----------- | ---------- | ------------ | ------------ | ------------ | ------------ | ------------- | ------------- | ------------- | ------------- | -------- | ------ | ----------- | ---------- |
| Allan        | 33       | 0       | 7           | 1          | 4            | 0            | 1            | 0            | 4             | 0             | 0             | 0             | 41       | 0      | 8           | 1          |
| E. Badu      | 29       | 5       | 5           | 0          | 3            | 0            | 1            | 1            | -             | -             | -             | -             | 32       | 5      | 6           | 1          |
| D. Basta     | 30       | 3       | 4           | 0          | -            | -            | -            | -            | 4             | 1             | 1             | 0             | 34       | 4      | 5           | 0          |
| F. Benussi   | -        | -       | -           | -          | -            | -            | -            | -            | -             | -             | -             | -             | -        | -      | -           | -          |
| Ž. Brkić     | 12       | −22     | 0           | 0          | 1            | −1           | 0            | 0            | -             | -             | -             | -             | 13       | 0      | 0           | 0          |
| I. Bubnijć   | 7        | 0       | 0           | 0          | 1            | 0            | 0            | 0            | -             | -             | -             | -             | 8        | 0      | 0           | 0          |
| A. Coda      | -        | -       | -           | -          | -            | -            | -            | -            | -             | -             | -             | -             | -        | -      | -           | -          |
| Danilo       | 36       | 1       | 8           | 0          | 3            | 0            | 2            | 0            | 4             | 0             | 0             | 0             | 43       | 1      | 10          | 0          |
| A. Di Natale | 32       | 17      | 1           | 0          | 2            | 1            | 1            | 0            | 4             | 2             | 0             | 0             | 38       | 20     | 2           | 0          |
| M. Domizzi   | 26       | 0       | 10          | 0          | 4            | 0            | 1            | 1            | 4             | 0             | 1             | 0             | 34       | 0      | 12          | 1          |
| B. Fernandes | 24       | 4       | 4           | 0          | 4            | 0            | 0            | 0            | -             | -             | -             | -             | 28       | 4      | 4           | 0          |
| T. Heurtaux  | 32       | 4       | 8           | 0          | 4            | 0            | 1            | 0            | 3             | 0             | 0             | 0             | 39       | 4      | 9           | 0          |
| Jadson       | 1        | 0       | 0           | 0          | -            | -            | -            | -            | -             | -             | -             | -             | 1        | 0      | 0           | 0          |
| I. Kelava    | 10       | −13     | 2           | 0          | 1            | 0            | 0            | 0            | 4             | −5            | 0             | 0             | 15       | 0      | 2           | 0          |
| A. Lazzari   | 25       | 0       | 3           | 0          | 1            | 0            | 1            | 0            | 4             | 2             | 0             | 0             | 30       | 2      | 4           | 0          |
| N. López     | 21       | 2       | 1           | 0          | 4            | 1            | 0            | 0            | 1             | 0             | 0             | 0             | 26       | 3      | 1           | 0          |
| Maicosuel    | 19       | 1       | 0           | 0          | 1            | 1            | 0            | 0            | 4             | 0             | 0             | 0             | 24       | 2      | 0           | 0          |
| A. Merkel    | -        | -       | -           | -          | -            | -            | -            | -            | -             | -             | -             | -             | -        | -      | -           | -          |
| F. Mlinar    | -        | -       | -           | -          | -            | -            | -            | -            | -             | -             | -             | -             | -        | -      | -           | -          |
| L. Muriel    | 24       | 4       | 3           | 0          | 3            | 2            | 2            | 0            | 4             | 2             | 0             | 0             | 31       | 8      | 5           | 0          |
| Naldo        | 16       | 0       | 2           | 0          | -            | -            | -            | -            | 1             | 0             | 1             | 0             | 17       | 0      | 3           | 0          |
| G. Pasquale  | 1        | 0       | 0           | 0          | -            | -            | -            | -            | -             | -             | -             | -             | 1        | 0      | 0           | 0          |
| R. Pereyra   | 36       | 2       | 6           | 0          | 4            | 0            | 0            | 0            | 3             | 0             | 3             | 1             | 43       | 2      | 9           | 1          |
| G. Pinzi     | 23       | 1       | 12          | 0          | 4            | 0            | 1            | 0            | 3             | 0             | 0             | 0             | 30       | 1      | 13          | 0          |
| M. Ranégie   | 4        | 0       | 0           | 0          | -            | -            | -            | -            | -             | -             | -             | -             | 4        | 0      | 0           | 0          |
| D. Santos    | 3        | 0       | 0           | 0          | -            | -            | -            | -            | -             | -             | -             | -             | 3        | 0      | 0           | 0          |
| S. Scuffet   | 16       | −22     | 1           | 0          | 2            | −3           | 0            | 0            | -             | -             | -             | -             | 18       | 0      | 1           | 0          |
| G. Silva     | 31       | 1       | 5           | 1          | 4            | 0            | 0            | 0            | 4             | 1             | 0             | 0             | 39       | 2      | 5           | 1          |
| M. Vydra     | -        | -       | -           | -          | -            | -            | -            | -            | 1             | 1             | 0             | 0             | 1        | 1      | 0           | 0          |
| S. Widmer    | 16       | 0       | 2           | 0          | 4            | 0            | 0            | 0            | 1             | 0             | 0             | 0             | 21       | 0      | 2           | 0          |
| H. Yebda     | 10       | 0       | 1           | 0          | 1            | 0            | 0            | 0            | -             | -             | -             | -             | 11       | 0      | 1           | 0          |
| P. Zieliński | 10       | 0       | 0           | 0          | -            | -            | -            | -            | 1             | 0             | 0             | 0             | 11       | 0      | 0           | 0          |